# Apsilochorema obliquum
Apsilochorema obliquum là một loài Trichoptera trong họ Hydrobiosidae. Chúng phân bố ở miền Australasia.